# Bratica
Bratica (cyr. Братица) – wieś w Czarnogórze, w gminie Ulcinj. W 2011 roku liczyła 241 mieszkańców.